# شانون شارب
شانون شارب (بالإنجليزية: Shannon Sharpe)‏ هو لاعب كرة قدم أمريكية وصحفي أمريكي، ولد في 26 يونيو 1968 في شيكاغو في الولايات المتحدة.

## وصلات خارجية
- الموقع الرسمي
- شانون شارب على موقع مرجع كرة القدم المحترفة.كوم (الإنجليزية)
- شانون شارب على موقع قاعة جورجيا للمشاهير الرياضية (مؤرشف) (الإنجليزية)
- شانون شارب على موقع قاعة كولورادو للمشاهير الرياضية (الإنجليزية)
- شانون شارب على موقع IMDb (الإنجليزية)
- شانون شارب على موقع إن إن دي بي (الإنجليزية)
- شانون شارب على موقع قاعدة بيانات الفيلم (الإنجليزية)